# Ngụy tạo
Ngụy tạo (tiếng Hàn: 이미테이션; Romaja: Imiteisyeon, Tiếng Anh: Imitation) là một bộ phim truyền hình Hàn Quốc với sự tham gia của Jung Ji-so, Lee Jun-young, Jeong Yun-ho và Park Ji-yeon. Phim được dựa trên webtoon cùng tên kể câu chuyện về cuộc đời của các thần tượng trong ngành giải trí, xoay quanh mối tình bí mật giữa một thành viên của một nhóm nhạc nữ tân binh và một thành viên của nhóm nhạc nam hàng đầu. Bộ phim được phát sóng trên KBS2 từ ngày 7 tháng 5 năm 2021 đến ngày 23 tháng 7 năm 2021. Bộ phim được phát sóng trên Rakuten Viki Originals và iQiyi ở một số khu vực được chọn.

## Tóm tắt
Sau khi giấc mơ ra mắt làm thần tượng của cô tan thành mây khói do một sự cố bi thảm liên quan đến cựu thành viên nhóm nhạc của cô, Lee Ma-ha (Jung Ji-so) tự hỗ trợ mình bằng cách đóng giả ca sĩ solo La Ri-ma (Park Ji-yeon) tại các sự kiện rẻ tiền. Cô và các thành viên của Omega III được trao cơ hội thứ hai để trở thành ngôi sao khi Ji Hak (Danny Ahn), cựu quản lý của nhóm nhạc nam nổi tiếng Shax, tuyển họ để đổi thương hiệu thành nhóm nhạc nữ mới của anh - Tea Party. Ma-ha đột nhiên thấy mình trở thành tâm điểm chú ý, sử dụng ấn tượng La Ri-ma của mình để thu hút sự chú ý của công chúng.
Ma-ha liên tục chạm trán Kwon Ryok (Lee Jun-young), thành viên nổi tiếng nhất của Shax tại nhiều sự kiện thần tượng khác nhau. Mặc dù sự nghiệp thành công nhưng Ryok vẫn bị ám ảnh bởi sự biến mất của thành viên nhóm Lee Eun-jo (Kang Chan-hee) trong một buổi hòa nhạc cách đây ba năm trước. Ban đầu anh khó chịu với Ma-ha nhưng càng về sau anh lại nảy sinh tình cảm với cô và họ bắt đầu một mối quan hệ hẹn hò bí mật khiến cho sự nghiệp của họ gặp nguy hiểm. Lee Yu-jin (Jeong Yun-ho), bạn thân và cũng là thần tượng của Ma-ha, nhận thấy mối tình lãng mạn mới chớm nở của họ nên đã quyết định bảo vệ Ma-ha khỏi Ryok và Sparkling - lãnh đạo nhóm riêng của anh ấy.